# Janez Filipič
Msgr. Janez Filipič, slovenski duhovnik in publicist, * 23. januar 1922, Lazec pri Cerknem, † 1. februar 2000, Lokavec.

## Življenje in delo
Sin Jerneja in Julije, rojene Pavšič. Ljudsko šolo je končal v rojstnem kraju, gimnazijo in bogoslovje pa v Gorici, kjer je bil 28. junija 1946 tudi posvečen v mašnika. Takoj po novi maši je bil poslan za kaplana v Idrijo, komunistična oblast pa ga je že čez teden dni izgnala iz Idrije z obrazložitvijo, da ni imel »pristanka za službovanje«. Kasneje se je vrnil v Idrijo, a so ga 1948 zaprli za tri mesece, ker da ni dobro sodeloval z ljudsko oblastjo. Naslednje leto so ga skupaj z župnikom Jankom Žagarjem večkrat poklicali na zaslišanje, ga na zasliševanjih mučili, Filipiča pa nato vpoklicali v JLA. V Idrijo se je vrnil ob koncu leta 1950. Istega leta je bil imenovan za župnijskega upravitelja in pet let kasneje pa za idrijskega župnika in dekana. Čakalo ga je trdo delo. Poleg dušnega pastirstva še gradnja nove župnijske cerkve in župnišča. Prvotna župnijska cerkev sv. Barbare na glavnem trgu je bila proti koncu 2. svetovne vojne med letalskim bombardiranje poškodovana in leta 1951 po ukazu takratnih mestnih oblasti brez potrebe porušena. Po neštetih prošnjah župnika Filipiča je oblast 15 let kasneje dovolila sezidati novo cerkev na prostoru starega pokopališča. Pokopališko cerkev sv. Križa so razen zvonika porušili in na njenem mestu je bila po načrtih arhitektov Antona Bitenca in Jožeta Kregarja zgrajena današnja župnijska cerkev. Poslikal (freske in grafite) pa jo je slikar Stane Kregar. V veliko zadoščenje duhovnika in vernikov je bila 1. maja 1969 posvečena. Kasneje je bilo dograjeno še novo župnišče. Dekan Filipič je bil po 33 letih službovanja v Idriji leta 1979 premeščen za župnika v Lokavec. Stric Janez, kot so mu rekli, je v bil v Lokavcu za dušnega pastirja vse do smrti leta 2000. Leta 1996 je v Lokavcu obhajal zlato mašo.
Župnik Filipič je želel svoje vernike duhovno osvestiti tudi s tem, da je v obeh župnijah, v katerih je služboval, napisal knjigi o zgodovini tiste župnije. V Idriji je nadaljeval delo svojega predhodnika dekana Mihaela Arka, ki je napisal Zgodovino Idrije, Filipič pa je dodal knjigo Idrija in njeni spomeniki sakralne umetnosti (COBISS). V Lokavcu pa je napisal Po Vipavski dolini k Nebovzeti, sv. Lovrencu, sv. Urbanu v Lokavec pod Čavnom v slovenskem Primorju (COBISS). Papež Pavel VI. ga je leta 1974 odlikoval z naslovom »monsignor«.